# Cafetera moka

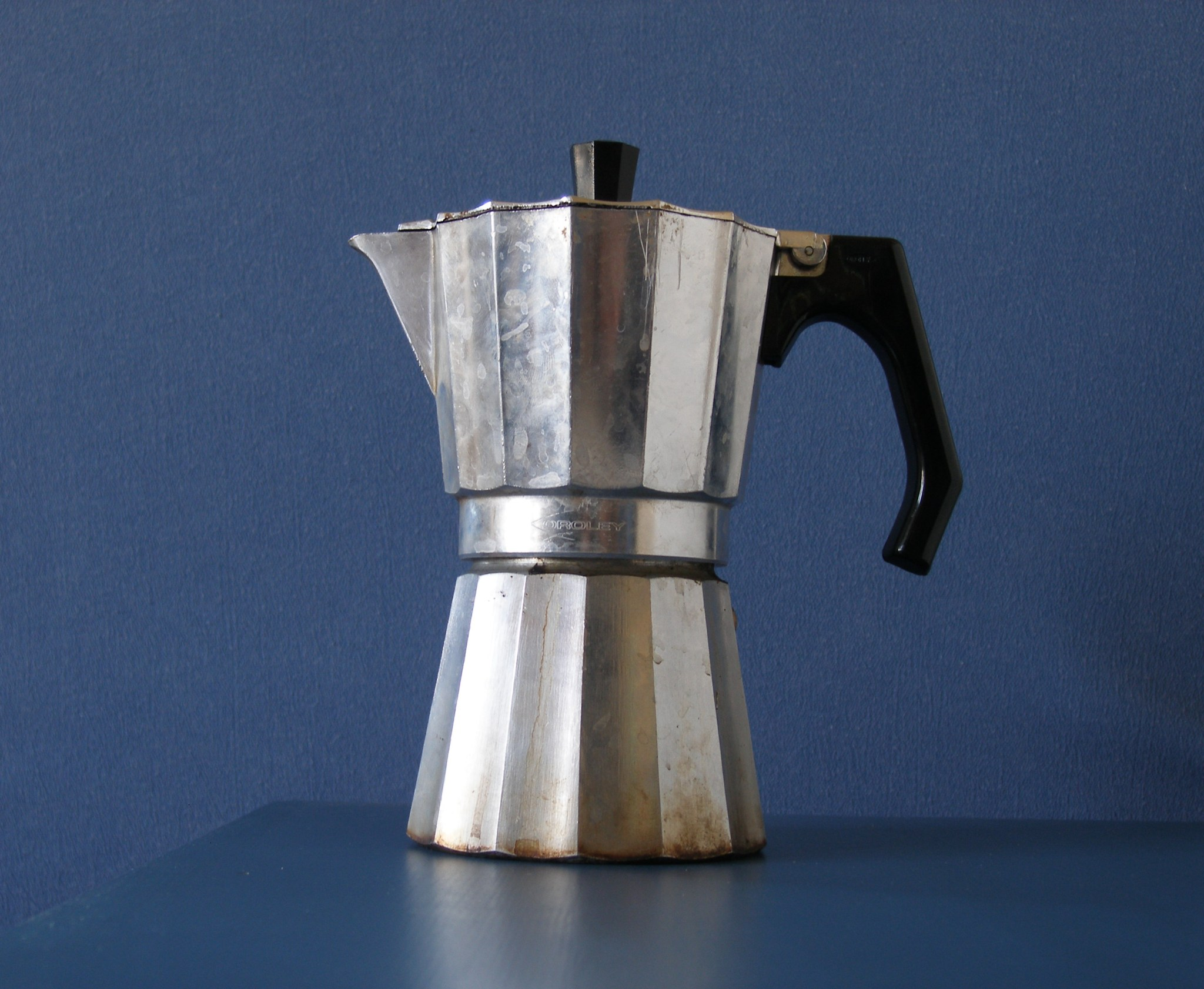
Model de cafetera moka

La cafetera italiana o cafetera moka és una cafetera que elabora el cafè fent passar aigua bullida pressuritzada per vapor a través de cafè molt de manera similar a la cafetera expresso. L'invent va ser patentat a Itàlia per l'inventor Alfonso Bialetti l'any 1933, i la seva companyia continua produint el mateix model (denominat «Moka Express») en l'actualitat. La cafetera moka s'ha tornat un dels elements bàsics de la cultura italiana.
Sorgida d'Itàlia, la cafetera moka és avui dia especialment popular a Europa i Amèrica Llatina. Ha esdevingut un disseny icònic amb presència en museus de disseny i art industrial com ara el Museu d'Art Modern de Nova York, el Museu Nacional de Disseny Cooper-Hewitt, o el Museu de Ciències de Londres. Existeix en diferents grandàries, des d'una a divuit porcions (50 ml). El disseny original i gran part dels models actuals estan fets d'alumini amb nanses de baquelita, una classe de plàstic amb bona resistència tèrmica.

## Comparació amb el cafè expresso i el cafè per degoteig
El cafè expresso deu el seu gust característic al fet que l'aigua passa a major pressió i en menys temps a través del cafè molt que altres tipus de cafetera. Això dona com a resultat una beguda amb intensitat i cos diferent al que s'obté amb les cafeteres per degoteig o de filtre, encara que també depèn enormement del tipus de gra de cafè, el seu nivell de torrefacció, la finor del molt i la temperatura utilitzada. Existeix la idea que l'expresso és un cafè amb més cafeïna. No obstant això, en el cafè per degoteig el cafè està més estona en contacte amb l'aigua i això fa que s'extregui una major quantitat de cafeïna.
Si bé el principi de funcionament de la cafetera moka és similar a les màquines expresso (passar aigua a pressió a través d'un "disc" de cafè molt), les diferències tècniques entre tots dos dispositius fan que la beguda resultant tingui una intensitat i cos intermedis entre la preparació per degoteig i les cafeteres expresso pròpiament dites.

## Utilització

A: La càmera inferior conté aigua. Quan s'escalfa la càmera, la pressió desplaça l'aigua en A a través de
B B: Canastra amb cafè
C: Càmera recol·lectora del cafè.

Funcionament de la cafetera Moka

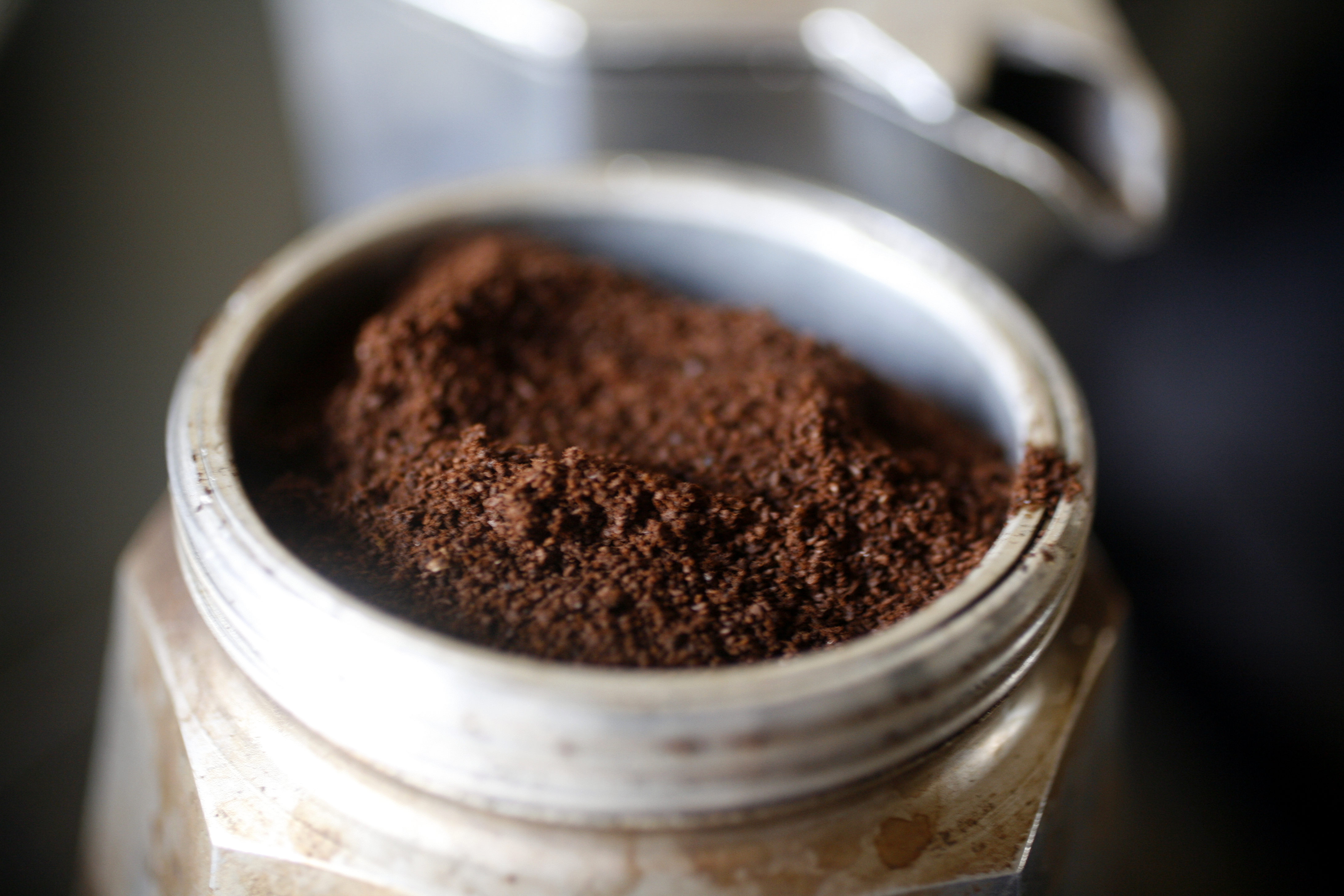
Embut amb cafè molt

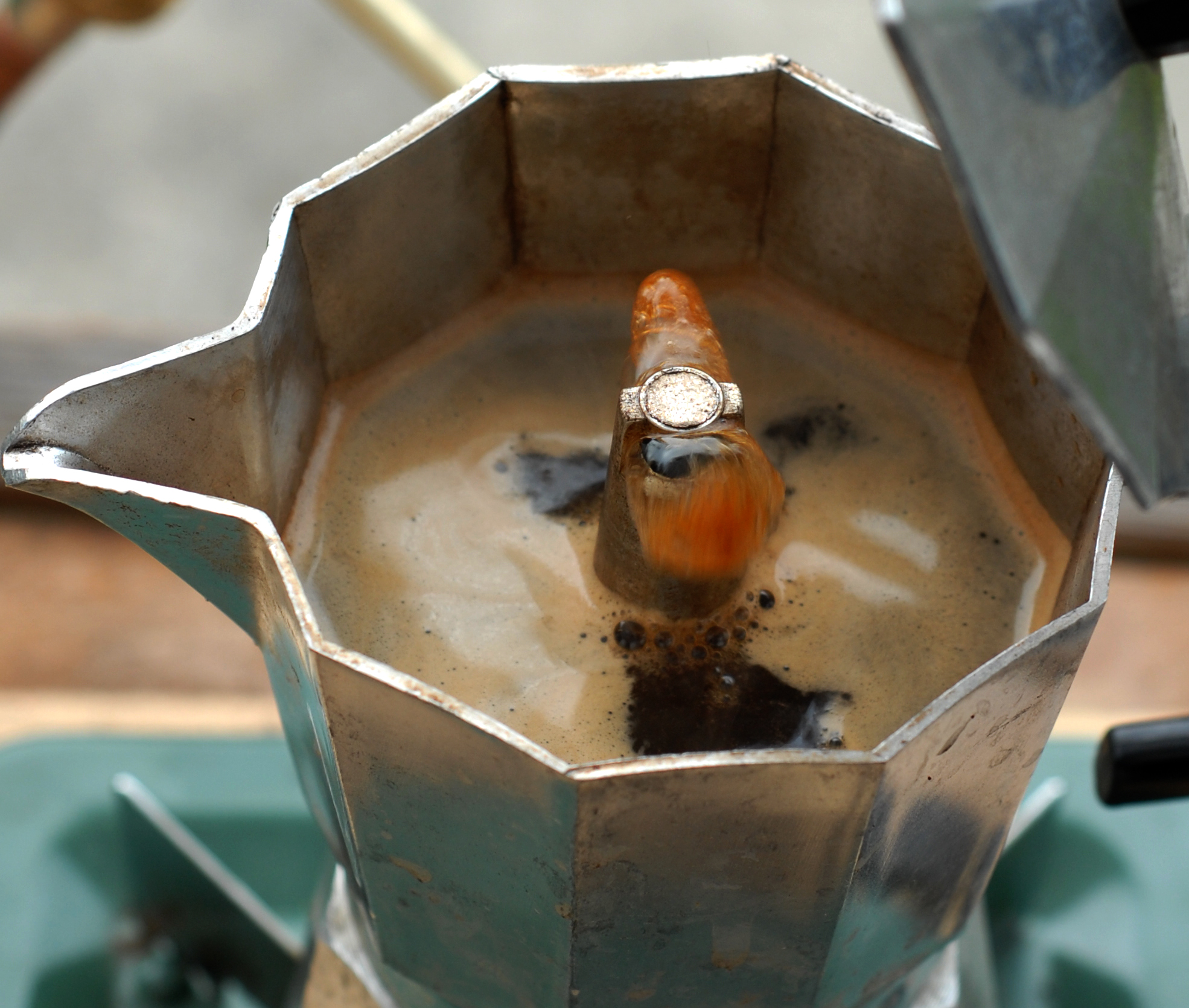
Cafè en elaboració

Per utilitzar una cafetera moka, en primer lloc s'ha d'omplir l'escalfador (secció inferior, marcat al diagrama amb la lletra A) amb aigua gairebé fins al nivell de la vàlvula de seguretat (que alliberarà pressió en el cas en què aquesta sigui massa elevada en bullir l'aigua). A continuació s'ha d'inserir el filtre de metall amb forma d'embut (B) i afegir-hi el cafè molt fi al filtre (com es mostra en la imatge). Una junta mecànica assegura que la unitat queda hermèticament tancada respecte la secció superior (C, que conté un altre filtre de metall a la base), que s'enrosca fermament a la base.
Un cop muntada s'ha de col·locar la cafetera en una font de calor de manera que l'aigua s'escalfi fins al punt d'ebullició. Això fa formar vapor a l'escalfador i aquest genera una pressió prou alta per forçar la resta d'aigua a «pujar» passant a través de l'embut, xopant el cafè molt i acabant així en la càmera superior (C), on s'acumula el cafè. Quan la càmera inferior està gairebé buida es formen bombolles que produeixen un característic so de gàrgares. Igual que en les cafeteres percoladores, s'ha de retirar de la font de calor en començar el so de bombolleig (evitant que la secció inferior s'assequi), que equival aproximadament a l'ompliment de la meitat de la secció superior.
Per un òptim resultat es recomana omplir completament el filtre amb cafè i aplicar calor mitjana o mitjana-alta.

## Manteniment
Aquest tipus de cafeteres necessiten canviar de forma periòdica el segell de goma i el filtre, i també que es verifiqui que la vàlvula de seguretat no estigui obstruïda. Quan el segell de goma és nou pot alterar el sabor del cafè, així que es poden fer un parell de "proves en sec" (amb o sense cafè) per tal de comprovar-ho.
Després de l'ús sol quedar una fina capa oliosa residual del cafè a l'interior del tub, al filtre i a la càmera superior. Alguns recomanen conservar aquesta capa, que evita el contacte entre el cafè i el recobriment d'alumini, ja que aquest li pot donar un lleuger sabor metàl·lic. D'altres recomanen netejar-la per evitar una intensificació del sabor amarg. Després del seu ús, la cafetera s'ha de netejar a fons utilitzant aigua calenta o bullint, i evitant sabons o detergents si es vol mantenir la capa residual.

## Variacions i marques
Aquest tipus de cafeteres solen fabricar-se amb alumini pel seu escalfament amb un foc obert o amb un escalfador per gas o elèctric. En els focs d'inducció han d'utilitzar-se models específics.

## Característiques
El sabor del cafè d'una cafetera Moka depèn majoritàriament de la varietat de gra, finor de la molta, perfil d'hidratació i el nivell de temperatura usat.
Aquestes cafeteres són de vegades anomenades màquines d'expresso sobre cremador i produeixen cafè amb una raó d'extracció similar (encara que una mica major) a una màquina d'expresso. Així i tot, un cafè moka típic és extret a pressions relativament baixes d'1 a 2 bar (100 a 200 kPa), mentre que els estàndards de cafè expresso especifiquen una pressió de 9 bar (900kPa). És per això que en general el cafè moka no és considerat com un expresso, i té un perfil de sabor diferent.
A més, algunes cafeteres posseeixen una vàlvula especial (anomenada Cremator) que permet crear una emulsió d'escuma amb algunes varietats de gra, coneguda com a crema.